# Domingo Urbina
Domingo José Urbina (Comandante Indio) (Caicara del Orinoco, Venezuela, 12 de mayo de 1919-Sierra de Falcón, Venezuela, 28 de mayo de 1985), fue un guerrillero y político venezolano, además de ser uno de los asesinos de Carlos Delgado Chalbaud durante su secuestro.

## Biografía
Crece en Churuguara. Participa junto con su tío Rafael Simón Urbina en el secuestro y asesinato del teniente coronel Carlos Delgado Chalbaud el 13 de noviembre de 1950. Domingo Urbina fue el autor material del crimen, único magnicidio consumado en la historia de Venezuela. Rafael Simón Urbina fue asesinado por la Seguridad Nacional, mientras que Domingo Urbina fue capturado, sometido a juicio y condenado a 20 años en la Cárcel Modelo de Caracas. 

## Guerrillero comunista
Urbina logró fugarse y se dirige a la Sierra de Falcón. Se acerca a las guerrillas de las FALN y se incorpora en el Frente “José Leonardo Chirino” en 1962. Pasa a formar parte del Estado Mayor del Frente junto a Douglas Bravo, Teodoro Petkoff, José Manuel Saher Chema, Alejandro Mariño Suzarini y Juan Arenas. Participa activamente en las guerrillas en contra del gobierno de Rómulo Betancourt, sin embargo al percibirse la derrota se pasa al Servicio de Inteligencia de las Fuerzas Armadas (SIFA) donde dirige el desmantelamiento de la Retaguardia del Frente Guerrillero. Al apropiarse del dinero de la Retaguardia las FALN lo condenan a muerte y es enviado por el Gobierno a España. Regresa a Venezuela en el Gobierno de Rafael Caldera (1969-1974) al entrar en vigencia la política de pacificación de los grupos armados. Fue notable su represión a los campesinos de Falcón con su posición de miembro de los cuerpos de seguridad del Estado. Muerto en una emboscada en la Sierra de Falcón el 28 de mayo de 1985, muy probablemente por bandoleros.